# 수월관음도 (보물 제1426호)
수월관음도(水月觀音圖)는 대한민국 경기도 용인시 아모레퍼시픽 미술관에 소장된 고려시대의 보살도이다. 2005년 1월 22일 대한민국의 보물 제1426호로 지정되었다.

## 개요
수월관음도는 비록 조성연대와 작가가 명확하지 않고 부분적으로 변·퇴색과 수리 및 덧그린 흔적이 엿보이고 있기는 하지만, 일본 소재의 1323년작 서구방 필 수월관음도를 위시한 고려시대 14세기 관세음보살도들과 비교해 보면 마치 한 본을 사용하기라도 한 듯 구도와 인물의 형태가 거의 같고, 고려불화의 특징적인 화사한 색채와 세련되고 우아한 선을 구사한 인물 묘사 등 세부묘사에 있어서도 서로 유사한 점이 엿보여 예술성 높은 동일시기의 작품으로 추정된다.
화면 구성이 충실하며 표현기법 역시 고려불화의 전형을 잘 보여주고 있다는 점 그리고 국내에는 제대로 된 고려시대 수월관음도가 2~3점에 불과하다는 자료의 희소성, 나아가 이미 보물로 지정되어 있는 두 점의 수월관음도와 비교하여도 질적인 면에서 뒤떨어지지 않는다는 점에서 미술사적으로 자료적 가치가 충분하다.

## 같이 보기
- 수월관음도

## 참고 자료
- 수월관음도 - 국가유산청 국가유산포털